# Atanazy III (patriarcha Aleksandrii)
Atanazy III – prawosławny patriarcha Aleksandrii w latach 1276–1316. Szukał schronienia w Konstantynopolu przed prześladowaniami Arabów.